# Acentroscelus ramboi
Acentroscelus ramboi là một loài nhện trong họ Thomisidae.
Loài này thuộc chi Acentroscelus. Acentroscelus ramboi được Cândido Firmino de Mello-Leitão miêu tả năm 1943.